# Royal Albert Hall
El Royal Albert Hall es una sala de conciertos en Londres, Reino Unido. Inaugurado el 29 de marzo de 1871, es uno de los teatros más emblemáticos del mundo y una de las construcciones más distintivas del Reino Unido. Está ubicado en Albertopolis, en el extremo norte del área de South Kensington, en la ciudad de Westminster.
El Royal Albert Hall fue construido para cumplir la visión del príncipe Alberto, consorte de la reina Victoria, de un "Salón Central" que fuera utilizado para promover las artes y las ciencias en South Kensington, rodeado de museos y centros de aprendizaje.
Iba a llamarse The Central Hall of Arts and Sciences, pero se lo renombró Royal Albert Hall of Arts and Sciences por decisión de Victoria, en memoria de su esposo.

## Historia

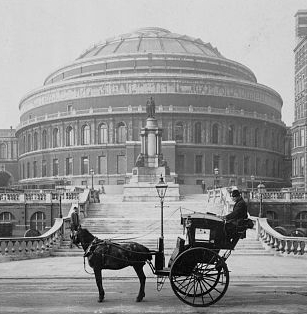
Hansom cab frente al Royal Albert Hall en 1904

En 1851, con motivo de la Gran Exposición en Hyde Park (Londres), se construyó el The Crystal Palace. La exposición tuvo un gran éxito y esto hizo que el príncipe Alberto propusiera la construcción de una serie de instalaciones permanentes para la cultura y educación de la gente.
La propuesta fue aprobada y el sitio fue comprado con una parte de los beneficios recaudados en la exposición. En abril de 1867 la reina Victoria firmó la «Royal Charter of the Corporation of the Hall of Arts and Sciences» para poder iniciar la construcción y operación del teatro y el 20 de mayo se colocó la primera piedra. Sin embargo, el progreso del proyecto fue muy lento y, en 1861, Alberto murió sin poder ver realizadas sus ideas. No obstante, se propuso la construcción de un monumento en su memoria, el Albert Memorial, orientado hacia el Royal Albert Hall.
La ceremonia oficial de inauguración fue el 29 de marzo de 1871. El discurso de bienvenida estuvo a cargo de Eduardo, Príncipe de Gales. Aunque Victoria no dio un discurso, sí comentó que el edificio le recordaba a la Constitución Británica.

## Diseño

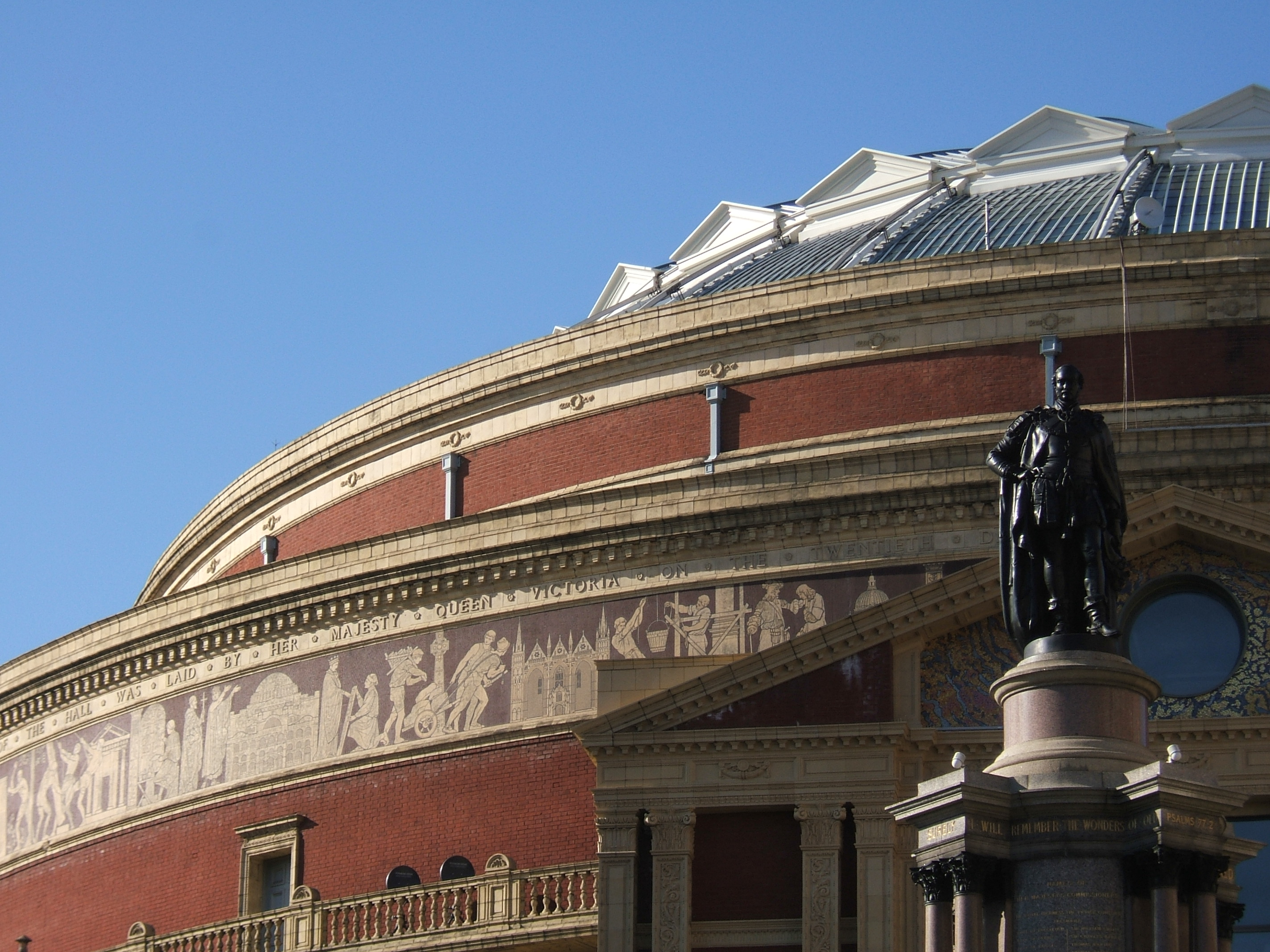
Parte del friso del Royal Albert Hall

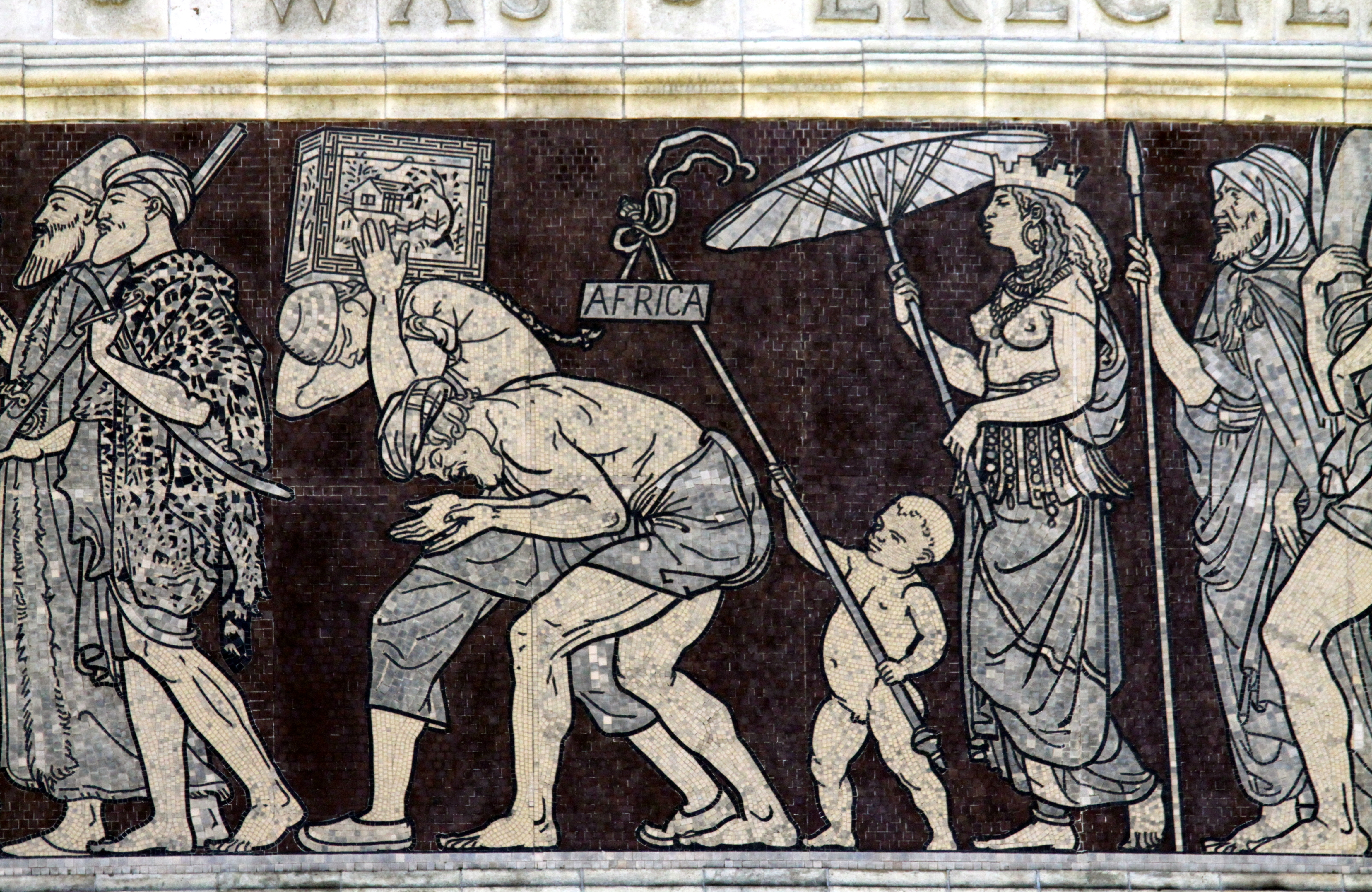
Parte del friso del Royal Albert Hall

El Royal Albert Hall, monumento clasificado de Grado 1, fue diseñado por los ingenieros civiles Francis Fowke y Henry Young Darracott Scott, de la Royal Engineers, y construido por los hermanos contratistas Thomas y Charles Lucas. Los diseñadores estuvieron fuertemente influenciados por la forma de los antiguos anfiteatros, así como también por las ideas de Gottfried Semper, mientras él trabajaba en el South Kensington Museum.
Para su construcción se emplearon ladrillos rojos de Fareham, con bloques de decoración hechos de terracota, fabricados por Gibbs and Canning Limited. Tiene un tamaño de 83 metros (eje mayor) por 72 metros (eje menor) y una forma elíptica. El domo, diseñado por el ingeniero Rowland Mason Ordish, está hecho de cristal y acero forjado, se encuentra a 41 metros de altura en el techo. Originalmente, el teatro fue diseñado para poder albergar 8000 personas, capacidad que ha sido aumentada hasta 9000, aunque las medidas de seguridad actuales han restringido la capacidad máxima permitida, lo que permite un cupo de 5544, incluyendo gente de pie en la Galería.

### El friso
En el exterior, hay un gran friso ornamental de mosaico que abarca toda la circunferencia del teatro, y representa «El Triunfo de las Artes y las Ciencias», haciendo referencia a la dedicación del teatro. En el friso están plasmados 16 temas, en orden contrario a las manecillas del reloj, comenzando desde el norte:
1. «Varias naciones del mundo trayendo sus ofrendas a la exhibición de 1851»
2. «Música»
3. «Escultura»
4. «Pintura»
5. «Príncipes, Mecenas y Artistas»
6. «Trabajadores de la piedra»
7. «Trabajadores de la madera y el ladrillo»
8. «Arquitectura»
9. «La infancia de las Artes y las Ciencias»
10. «Agricultura»
11. «Horticultura y Agrimensura»
12. «Astronomía y Navegación»
13. «Un grupo de filósofos, sabios y estudiantes»
14. «Ingeniería»
15. «Las fuerzas mecánicas»
16. «Alfarería y fabricación del vidrio»

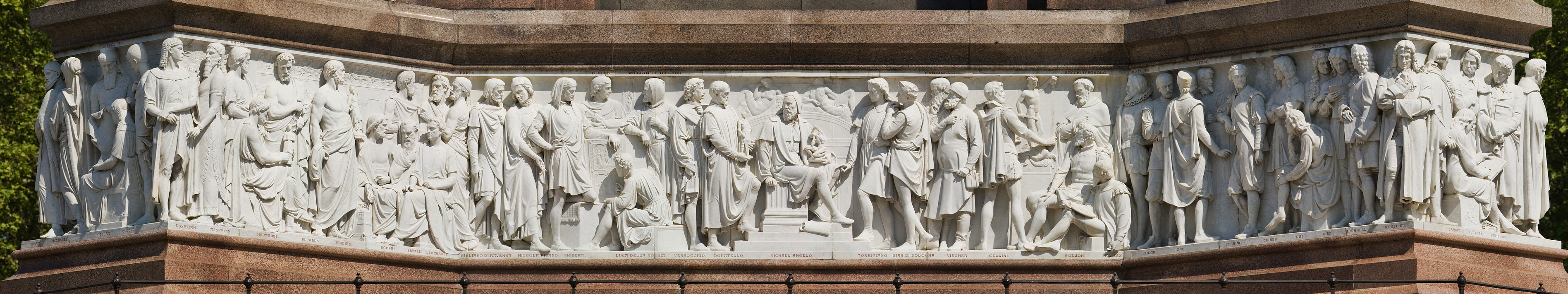
Parte del friso del Parnaso en el Albert Memorial

Inicialmente se pensó que el friso fuera esculpido en piedra, como el friso del Parnaso, que corre alrededor de la base del Albert Memorial, pero en el momento en que el friso fue propuesto, el tiempo y el dinero para la construcción del Salón estaban por agotarse, por lo que se decidió que el friso se creara como un mosaico plano.
Sobre el friso hay una inscripción con letras de terracota de 30 centímetros que combinan hechos históricos con frases bíblicas:

«This Hall was erected for the advancement of the Arts & Sciences and works of industry of all nations in fulfilment of the intention of Albert Prince Consort  · The site was purchased with the proceeds of the Great Exhibition of the year MDCCCLI · The first stone of the Hall was laid by Her Majesty Queen Victoria on the twentieth day of May MDCCCLXVII and it was opened by her Majesty the twenty ninth of March in the year MDCCCLXXI · Thine O Lord is the greatness and the power and the glory and the victory and the majesty for all that is in the heaven and in the earth is thine · The wise and their works are in the hand of God · Glory be to God on high and on Earth peace».
«Este Salón fue construido para la promoción de las artes y las ciencias y las obras de la industria de todas las naciones, en cumplimiento de la intención del consorte el Príncipe Alberto · El sitio fue comprado con las ganancias de la Gran Exhibición del año MDCCCLI · La primera piedra del Salón fue puesta por Su Majestad la Reina Victoria el día veinte de mayo de MDCCCLXVII y fue inaugurada por Su Majestad el veintinueve de marzo en el año MDCCCLXXI · Tu Señor es la grandeza y el poder y la gloria y la victoria y el honor por todo lo que está en el cielo y en la tierra son tuyas · Los sabios y sus obras están en manos de Dios · Gloria a Dios en las alturas y paz sobre la tierra».

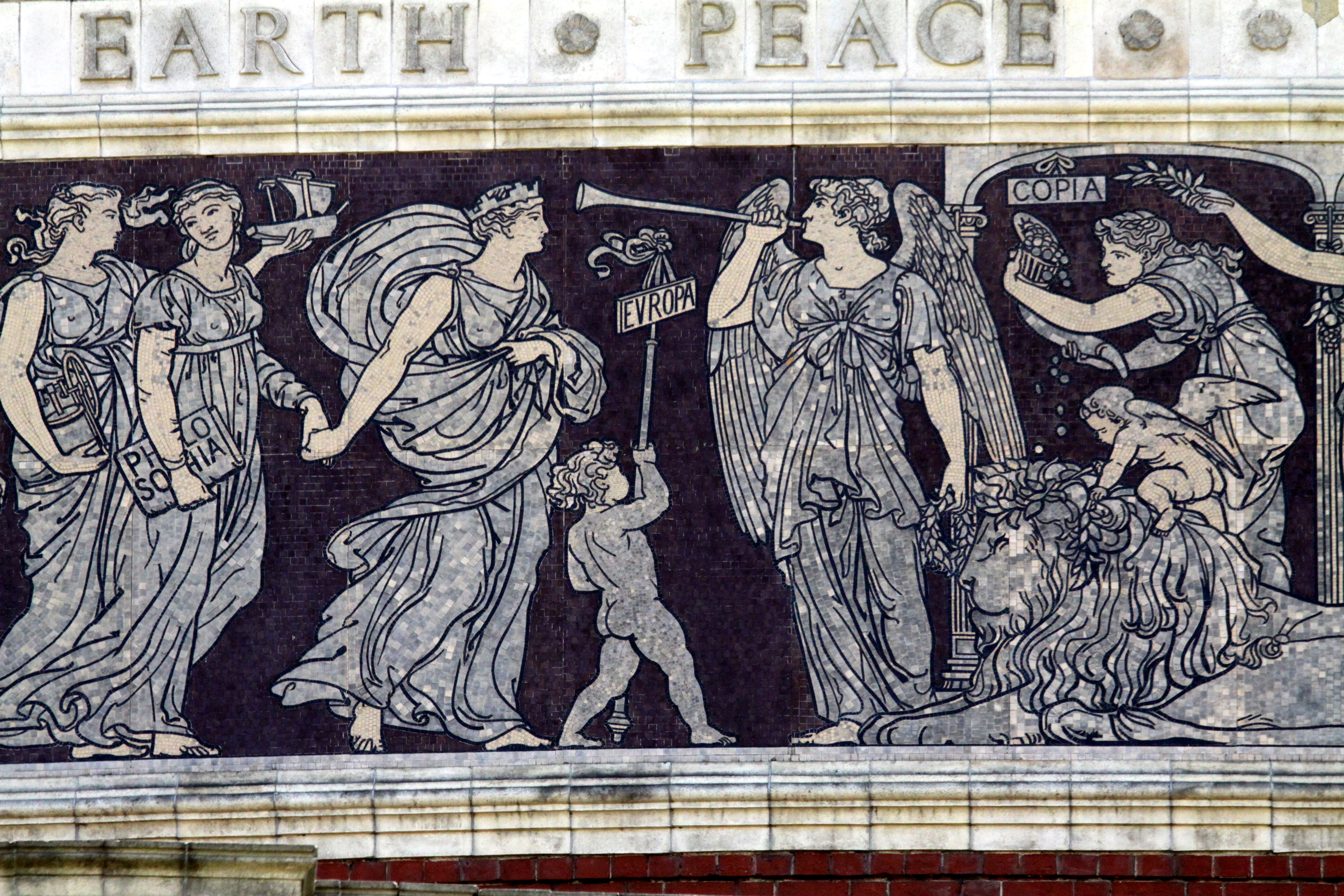
Detalle del friso

El friso tardó dos años en completarse y se creía, en el momento de su presentación, que era el mosaico moderno más grande en existencia.

## Presentaciones
Desde su inauguración, han pasado por su escenario artistas reconocidos internacionalmente, de música clásica hasta bandas de rock. Ha sido sede de galas benéficas, entregas de premios, banquetes, conferencias, eventos públicos y torneos de tenis. Se llevaron a cabo las graduaciones del Imperial College, acogió el Festival de Eurovisión 1968, el primero transmitido en color.

## Eventos frecuentes

### The BBC Proms

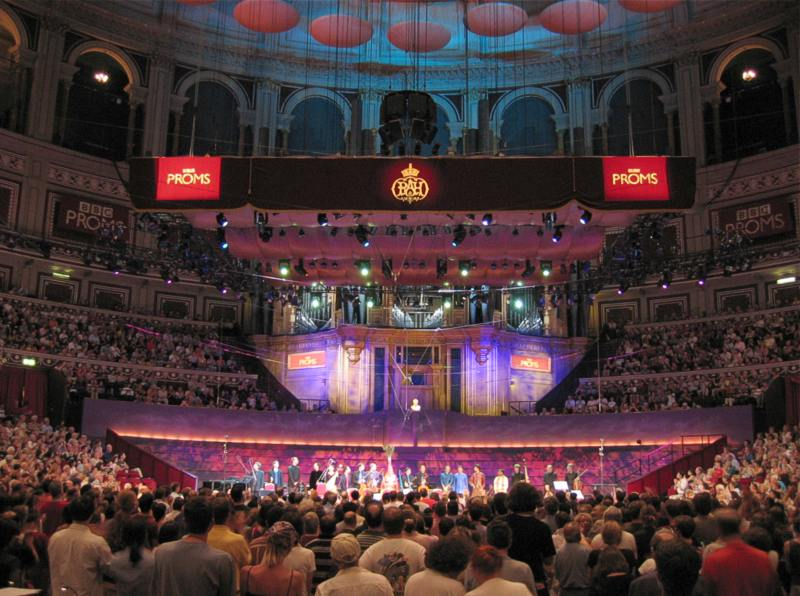
Celebración de The Proms en 2004

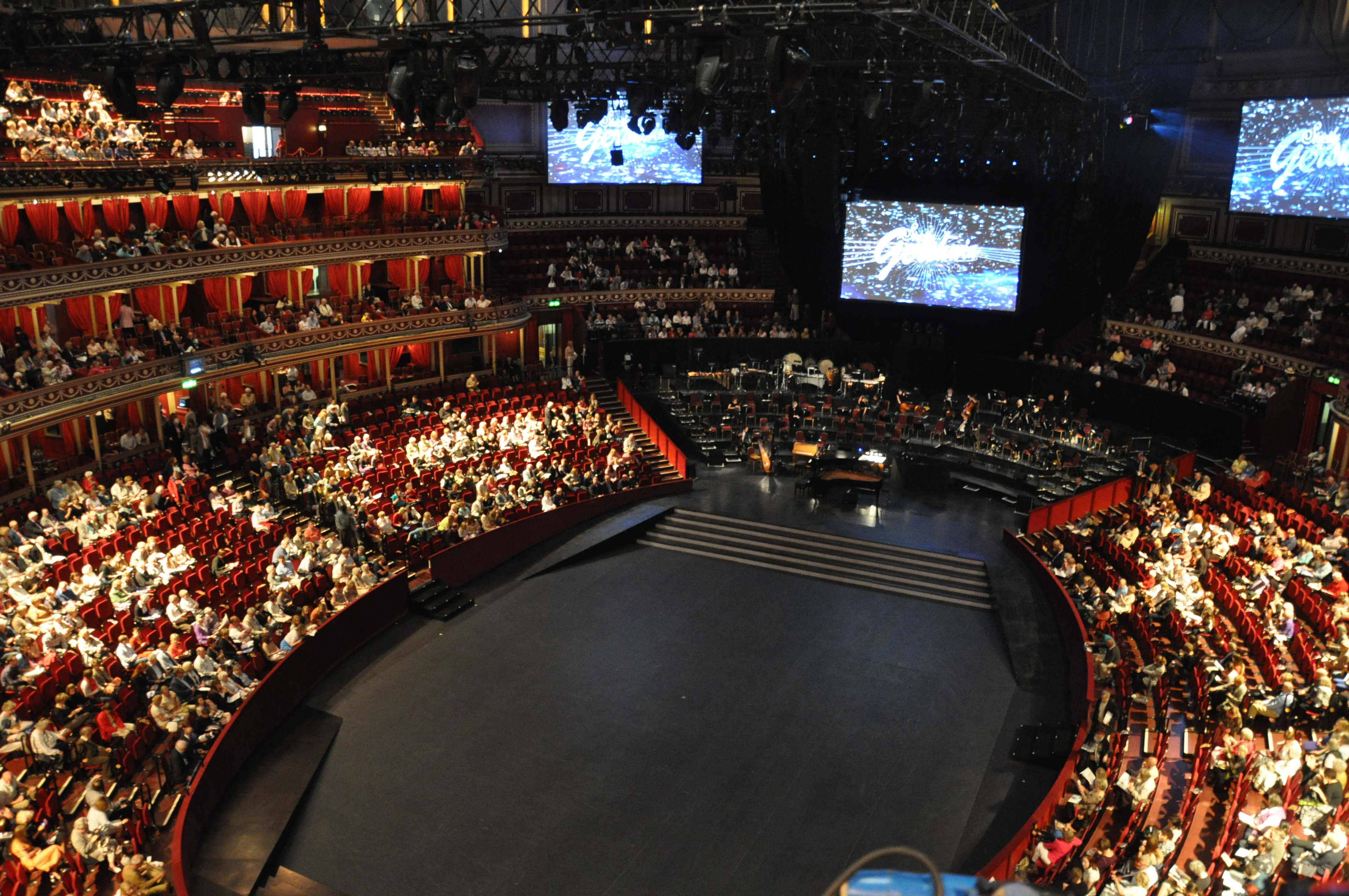
Interior del Royal Albert Hall

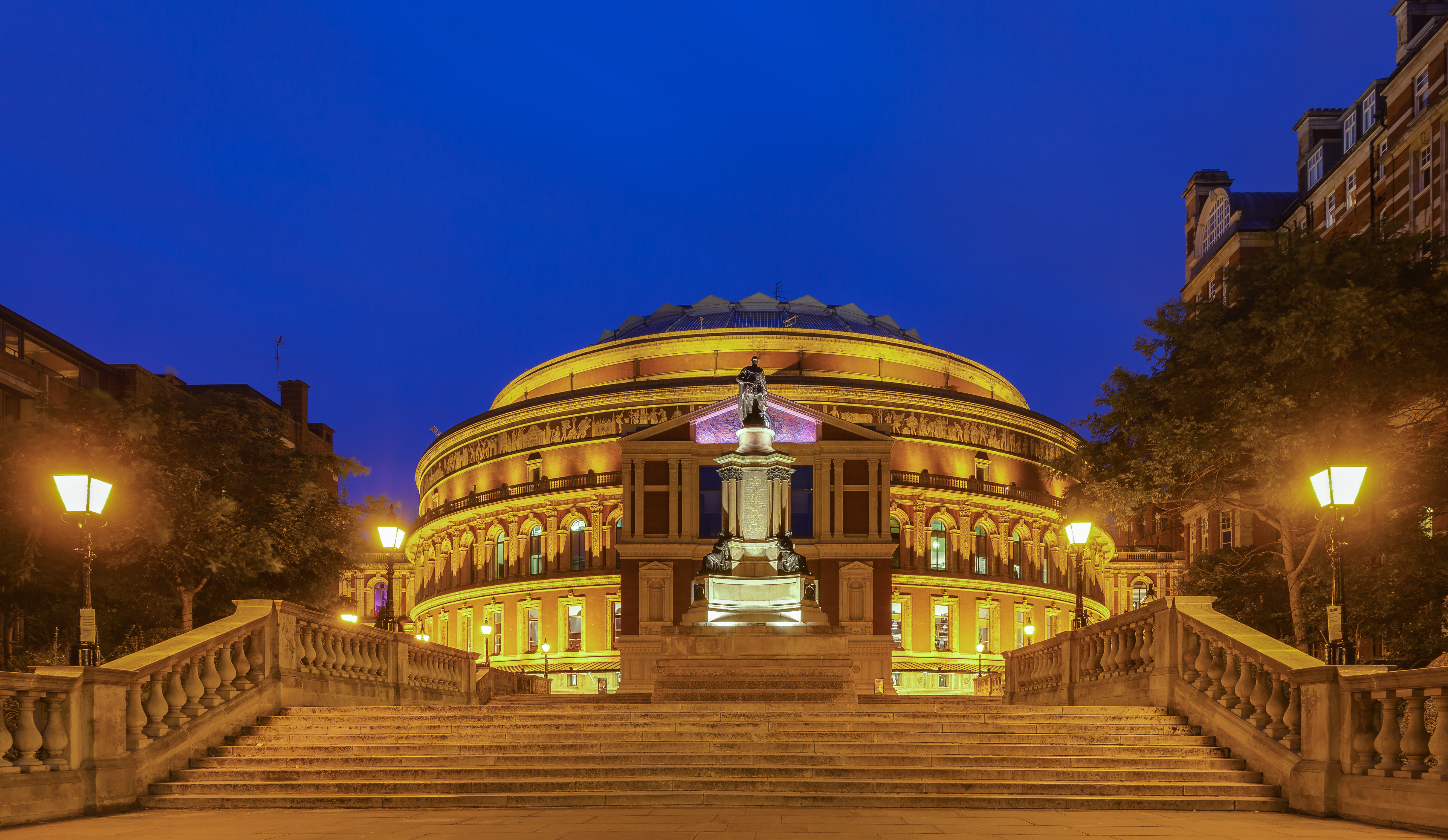
Royal Albert Hall visto desde el Sur

El Royal Albert Hall es la sede de The BBC Proms, el mayor festival mundial de música clásica que se realiza anualmente durante el verano, con una duración de ocho semanas y con un maratón de solistas, coros y orquestas transmitido a todo el mundo por la BBC. Por los Proms han pasado figuras como Adrian Boult, Malcom Sargent, Colin Davis, Georg Solti, Evgeny Kissin, Joshua Bell, John Williams (guitarrista), Luciano Pavarotti, Jessye Norman, Plácido Domingo, Sarah Brightman, Renée Fleming, Bryn Terfel, Simon Rattle y Gustavo Dudamel, entre otros.
La última noche de los Proms es uno de los hitos del verano londinense. Es un show que reúne multitudes dentro del hall y en Hyde Park y otros parques en otros lugares del Reino Unido. El último concierto del festival (a menudo la Novena Sinfonía de Beethoven) finaliza con bises de clásicos la cultura victoriana como Pompa y circunstancia de Sir Edward Elgar, Land of Hope and Glory, Rule Britannia, Jerusalem y God Save the Queen.

### Cirque du Soleil
El Cirque du Soleil ha realizado numerosas presentaciones en este teatro desde 1996, con el espectáculo Saltimbanco, que se presentó hasta 1997. En 1998 y 1999, presentaron Alegría. En 2003 se presentan nuevamente con Saltimbanco. En 2004 y 2005 montaron el espectáculo Dralion. En 2006 y 2007 se dio el regreso de Alegría, mientras que en el 2008, realizaron la premier de Varekai, espectáculo con el que regresaron en 2010, con motivo de la celebración de los 25 años de la compañía. En 2011 y 2012 se presentaron con Totem.
En 2013 presentaron Kooza.

### English National Ballet
Desde 1998, el English National Ballet se ha presentado en numerosas temporadas en sociedad con el teatro y Raymond Gubbay con, entre otros, La bella durmiente (2000), Romeo y Julieta (2001 y 2005), El lago de los cisnes (2002, 2004, 2007 y 2010) y Strictly Gershwin (2008 y 2011).

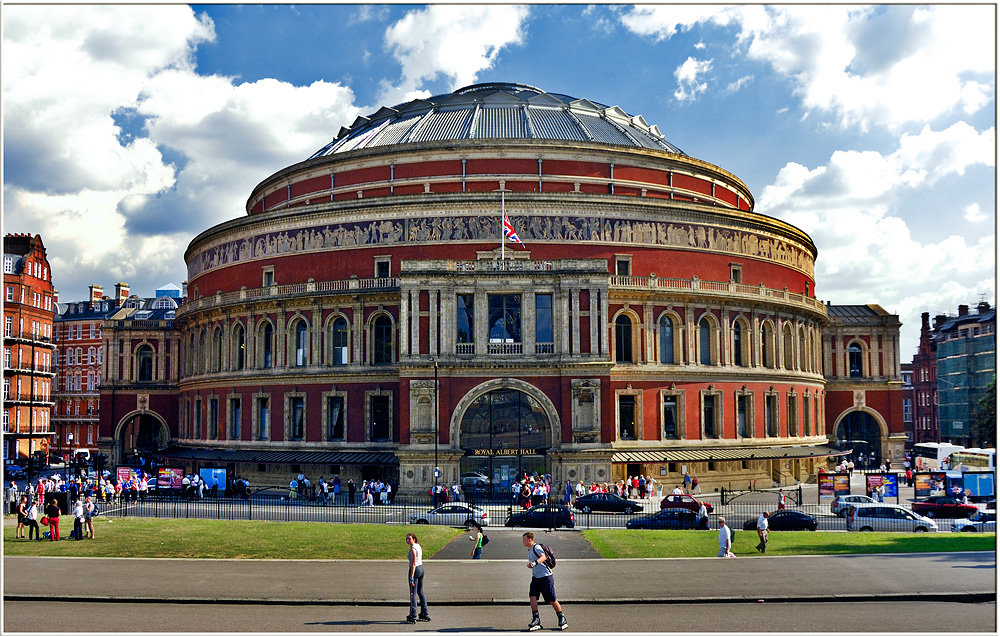
Royal Albert Hall

### Festival of Remembrance
The Festival of Remembrance de la Royal British Legion se celebra anualmente, un día antes del Rembrance Sunday, fecha en la que se recuerda a todos aquellos que han perdido la vida en conflictos bélicos.

### Teenage Cancer Trust
Desde el año 2000, el Teenage Cancer Trust ha celebrado anualmente conciertos de caridad. Iniciaron como un evento sencillo, pero a través de los años se han ido expandiendo hasta presentar una semana o más de presentaciones.
Roger Daltrey, vocalista de The Who, ha estado profundamente envuelto en la realización de los conciertos para este evento.

### Ceremonias de graduación
El teatro es usado anualmente por el Royal College of Art y el Imperial College London para sus ceremonias de graduación.
La Kingston University celebró también sus ceremonias de graduación hasta 2008, año en que cambió de sede al nuevo Rose Theatre, Kingston.